# Icona Pop
Icona Pop er en svensk elektropop-duo, der har opnået stor succes med deres hitsingle "I Love It" fra debutalbummet Icona Pop udsendt i 2012. Sangen opnåede placeringer i top tre på hitlisterne i lande som Sverige, Australien, Østrig, Tyskland samt Storbritannien, heriblandt førstepladsen i Storbritannien. Icona Pop har i 2013 udgivet albummet This Is... Icona Pop.
Gruppen har givet koncert flere steder, heriblandt i USA. De optrådte også på Roskilde Festival 2012 samt i 2014 på årets næststørste scene Arena på Roskilde Festival.